# Isabella Wolf

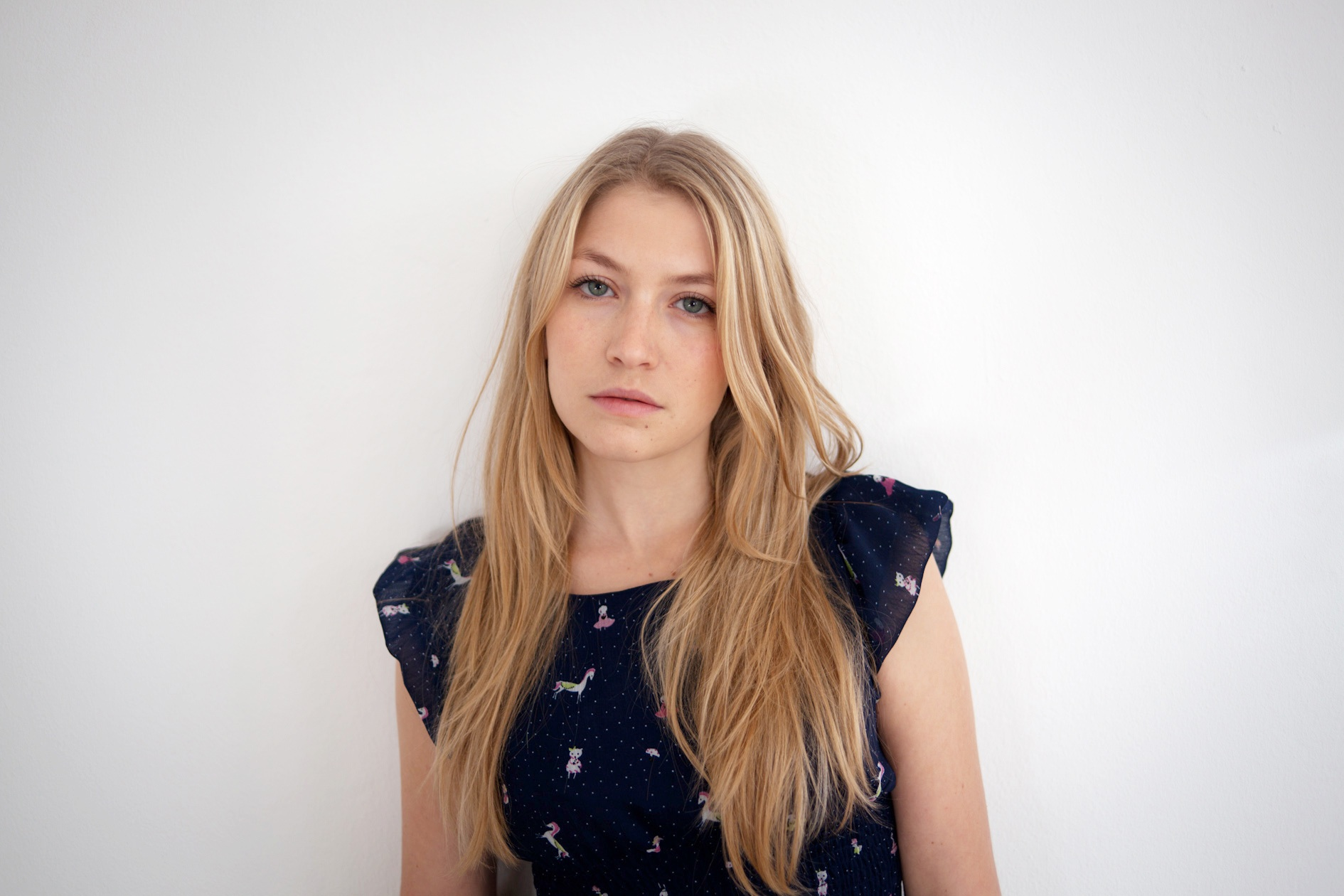
Isabella Wolf 2011

Isabella Wolf (* 16. Juni 1987 in München) ist eine deutsche Schauspielerin.

## Leben
Isabella Wolf begann ihre Darsteller-Karriere im Alter von 14 Jahren als Model. Mit 16 stand sie erstmals für einen Werbespot vor der Kamera; 2007 spielte sie die Rolle der Viola im Kurzfilm Aschermittwoch unter der Regie von Ileana Cosmovici. Zwischen 2007 und 2011 übernahm sie Rollen in Kurzfilmen, Studentenprojekten, Werbespots und Musikvideos. 2011/2012 spielte Wolf in zwei Staffeln die Isabel Eichendorf in der Serie Fluch des Falken, die auf dem Filmfest München für den Weißen Elefant nominiert wurde.

Nach dem Abitur begann Wolf ein Bachelorstudium der Betriebswirtschaftslehre an der Ludwig-Maximilians-Universität München, welches sie 2011 erfolgreich abschloss.

## Filmografie (Auswahl)
- 2007: Aschermittwoch (Kurzfilm)
- 2008: Zucker im Kopf (Kurzfilm)
- 2009: Töten (Kurzfilm)
- 2011–2012: Fluch des Falken (Fernsehserie, 64 Folgen)
- 2012: Ratten[3]
- 2012: Dead End
- 2014: München Mord – Die Hölle bin ich (Fernsehserie)
- 2015: Verlängertes Wochenende (Kurzfilm)
- 2015: Orpheus (Kurzfilm)
- 2016: Terrier (Kurzfilm)
- 2016–2019: Fett und Fett (Fernsehserie, 5 Folgen)
- 2020: SOKO München (Fernsehserie, Folge: Notruf)
- 2022: Unter der Welle (Kurzfilm)

## Hörspiel
- 2020–2021: Lynn ist nicht allein (FYEO/ProSiebenSat1, 13 Folgen)